# Palais de la Redoute
Palais de la Redoute (en roumain Palatul Redutei ou Palatul Reduta) est un bâtiment datant de la fin du XVIe siècle, situé 21, rue Memorandumului à Cluj, en Transylvanie, Roumanie. Il abrite une section du Musée ethnographique de Transylvanie.

## Histoire
Au cours du XVIIIe siècle et au début du XIXe siècle, le bâtiment abritait la plus importante auberge de la ville, celle du Cheval blanc (en roumain Calul Bălan). Au XIXe siècle, l'édifice commença à avoir une fonction politique, administrative et culturelle de premier ordre et il reçut son nom actuel, Reduta. 
Plusieurs événements significatifs de l'histoire de la Transylvanie ont eu lieu dans ce bâtiment. Ainsi, c'est ici que la Diète de Transylvanie s'était réunie en 1790-1791 afin de rejeter le Supplex Libellus Valachorum.
Par ailleurs l'édifice a fonctionné en tant que siège officiel de la Diète de Transylvanie de 1848 à 1865 et c'est dans ce bâtiment que la Diète, ethniquement hongroise, a décidé en 1865 l'union de la Transylvanie au Royaume de Hongrie. 
En 1894, c'est dans ce bâtiment que s'est déroulé l'un des plus célèbres procès de l'Autriche-Hongrie de la fin du XIXe siècle : celui des intellectuels roumains de Transylvanie qui ont demandé à François-Joseph des droits civils pour la communauté roumaine et qui protestaient contre la politique nationaliste du gouvernement hongrois. 
Dans la salle principale de l'édifice, il y a eu des bals et des concerts avec la participation de musiciens célèbres, tels Johannes Brahms, Franz Liszt, Béla Bartók ou encore George Enescu.
En 1923 l'édifice a abrité le premier Congrès général des syndicats de Roumanie. 
À partir de 1959, le bâtiment abrite une section du Musée ethnographique de Transylvanie.

## Architecture
De 1820 à 1830 le bâtiment a été rénové en style néoclassique.